# Lophozia uncinata
Lophozia uncinata là một loài Rêu trong họ Jungermanniaceae. Loài này được Schljakov mô tả khoa học đầu tiên năm 1979.